# Plesiotrochidae
Plesiotrochidae zijn een familie van weekdieren uit de klasse van de Gastropoda (slakken).

## Taxonomie
De volgende geslachten zijn bij de familie ingedeeld:
- Plesiotrochus P. Fischer, 1878
  - = Hemicerithium Cossmann, 1893
  - = Hypotrochus Cotton, 1932
- Trochocerithium Sacco, 1897